# Grammatisk kategori
En grammatisk kategori eller grammatisk egenskab er en egenskab for genstande indenfor et sprogs grammatik. Indenfor hver kategori er der to eller flere mulige værdier (somme tider kalder grammemer, som normalt gensidigt udelukker hinanden. Blandt ofte anvendte grammatiske kategorier er:
- tid, placeringen af et udsagnsord i en tidsperiode, som for eksempel kan være nutid eller datid
- antal, med værdier såsom enkelttal eller flertal
- køn, med værdier såsom maskulinum, femininum og neutrum
- nominalklasse, som er mere generelt end køn og kan inkludere yderligere klasser
- lokative relationer, som nogle sprog ville repræsentere ved hjælp af grammatisk kasus eller tid, eller ved at tilføje agglutinerede leksemer såsom en præposition, tillægsord eller partikel.

| Sprog | Spire Denne artikel om sprog er en spire som bør udbygges. Du er velkommen til at hjælpe Wikipedia ved at udvide den. |